# Андреевка (Чемеровецкий район)
Андре́евка (укр. Андріївка) — село в Чемеровецком районе Хмельницкой области Украины.
Население по переписи 2001 года составляло 726 человек. Почтовый индекс — 281670. Телефонный код — 3859. Занимает площадь 1,798 км². Код КОАТУУ — 6825280201.

## Местный совет
31633, Хмельницкая обл., Чемеровецкий р-н, с. Андреевка, ул. Ленина, 78

## Уроженцы
Антон Петрович Бринский (1906-1981) - писатель, Герой Советского Союза.
Аполлинарий Брониславович Трешневский {1905-1990} - директор школы, награждён орденом "Знак Почёта".